# جوایز فرهنگستان فیلم هلنیک
جوایز فرهنگستان فیلم هِـلِـنیک (یونانی: Βραβεία Ελληνικής Ακαδημίας Κινηματογράφου) نام مجموعه جوایزی است که توسط «آکادمی فیلم هلنیک» به برترین‌های صنعت سینما در یونان اهدا می‌شود. این جایزه در سال ۲۰۱۰ میلادی ایجاد شد و جایگزین «جایزهٔ دولتی فیلم یونان» گردید.
از سال ۲۰۱۶ میلادی، عنوانِ این جایزه به «جایزهٔ ایریس» (Ίρις) تغییرنام داده است.